# Сражение при Тетевене
Бой под Тетевеном — произошел 19 (31) октября 1877 года между русскими и турецкими войсками в ходе Русско-турецкой войны 1877—1878.
Тетевен — городок в Болгарии, на правом берегу Вида, узел горных путей из Ловчи и Трояна в Этрополь, через Тетевенский перевал в Златицу и через Рыборицкий перевал в Рахманли. После взятия русскими Ловчи турки, с целью закрыть доступ к Тетевенскому и Рыборицкому перевалам, заняли Тетевен несколькими ротами с сотней черкесов. Узнав об этом, генерал-лейтенант П. П. Карцов, стоявший с 3-й пехотной дивизией, казачьей бригадой полковника Орлова (24-й и 30-й донские полки, 19-я донская батарея) и 2 эскадронами 9-го драгунского полка в Ловче и Сельви, приказал войсковому старшине 30-го донского полка Антонову произвести из Трояна рекогносцировку к Тетевену. Антонов, выступив с сотней 27 сентября (9 октября) в сильнейшую непогоду и двигаясь по бездорожью, подошел 29-го, в проливной дождь, к Тетевену и сбил неприятельские передовые посты, но затем турки сильным ружейным огнём заставили русских отступить. Единственным успехом был угон у турок стада в более чем 1,5 тыс. голов.
Шефкет-паша, опасаясь нового нападения русских на Тетевен, усилил его гарнизон до батальона (600 человек) с эскадроном кавалерии, и в то же время турки укрепили ближайшие к Тетевену горы редутом и несколькими шанцами.
В начале октября генерал Карцов, получив приказ прикрывать левый фланг войск генерала И. В. Гурко при его операциях на Софийском шоссе, решил занять Тетевен частью сил и демонстрациями оттуда к Орхание отвлечь внимание неприятеля от упомянутого шоссе. С этой целью 17 (29) октября к Тетевену были направлены: из Ловчи — полковник Орлов (7 рот 9-го Ингерманландского и 12-го Великолуцкого пехотных полков, 2 эскадрона, 5,5 сотен, 2 конных opудия); из Трояна — войсковой старшина Антонов (рота 9-го пехотного пока и 1,5 сотни). Обе колонны должны были 19 (31) октября утром подойти к Тетевену и одновременно атаковать турецкую позицию с севера и востока, причём Орлов должен был перекрыть туркам пути отступления в Этрополь или Златицу. Вечером 18-го Орлов занял высоты в 5 км к северу от Тетевена, но утром 19-го счел рискованным атаковать, так как местность была закрыта густым туманом. Между тем, Антонов утром 19-го подошел на 3 км к Тетевену и задержался в лесу, в ожидании атаки с севера; но был там обнаружен турецким разъездом, атакован тремя ротами и вынужден отступить, причём противник преследовал его около 10 километров.
В 1-м часу дня туман начал рассеиваться, и полковник Орлов приказал командиру 12-го пехотного полка майору Н. Э. Беатеру с шестью ротами атаковать турецкие укрепления. Беатер повел роты на господствующую высоту на левом фланге неприятельской позиции; два часа люди карабкались на едва доступные кручи и перед самыми сумерками, с фронта и тыла, атаковали редут на горе. Турки были мгновенно выбиты из него и отступили в находившиеся позади укрепления. Русские, ввиду наступившей темноты, остановились на горе, a противник, признавая невозможным держаться под огнём русских с занятой высоты, ночью отступил к Этрополю. Потери русских составили 22 человека убитыми и ранеными.
20 октября (1 ноября) Орлов вступил в Тетевен. Оставив там четыре роты и сотню, он в тот же день направился обратно к Ловче. Позднее турецкие конные отряды пытались прервать сообщение между Тетевеном и Трояном. 4 (16) ноября два батальона со стороны Златицы атаковали Tетевен, но были отбиты, a гарнизон Тетевена усилен батальоном 10-го Новоингерманландского пехотного полка.
Tетевен оставался занятым русскими до перехода отрядов Гурко и Карцова через Балканские горы.